# Regionalwahlkreis Steiermark Süd-Ost
Der Regionalwahlkreis Steiermark Süd-Ost (ehemals Wahlkreis 6D) war ein Regionalwahlkreis in Österreich, der bei Wahlen zum Nationalrat für die Vergabe der Mandate im ersten Ermittlungsverfahren gebildet wird. Der Wahlkreis umfasste den Bezirk Feldbach, den Bezirk Fürstenfeld und den Bezirk Radkersburg.
Bei der letzten Nationalratswahl 2008 waren im Regionalwahlkreis Steiermark Süd-Ost 93.290 Personen wahlberechtigt, wobei bei der Wahl die Österreichische Volkspartei (ÖVP) mit 38,9 % als stärkste Partei hervorging. Im Wahlkreis erreichte 2008 nur die ÖVP eines der drei zu vergebenden Grundmandate.
Mit der Nationalratswahl 2013 wurde der Regionalwahlkreis Steiermark Süd-Ost gemeinsam mit dem Regionalwahlkreis Steiermark Ost zum neuen Regionalwahlkreis Oststeiermark zusammengefasst.

## Geschichte
Nach dem Ende des Staates Österreich-Ungarn wurden für das Gebiet der Steiermark mit der Wahlordnung 1918 für die Wahl der konstituierenden Nationalversammlung vier Wahlkreise geschaffen, wobei für das Gebiet des heutigen Regionalwahlkreises der Wahlkreis Mittel- und Untersteier (Wahlkreis 21) bestand, der jedoch auch zahlreiche weitere Gebiete umfasste. Nachdem die Wahlordnung von 1923 von der austrofaschistischen Regierung 1934 außer Kraft gesetzt worden war, wurde die ursprüngliche Einteilung der Wahlkreise nach dem Zweiten Weltkrieg mit dem Verfassungsgesetz vom 19. Oktober 1945 weitgehend wieder eingeführt. Mit der Nationalrats-Wahlordnung 1971 kam es zu einer tiefgreifenden Wahlkreisreform, mit der die Anzahl der Wahlkreise in Österreich auf nur noch neun reduziert wurde. Für das Bundesland Steiermark bestand in der Folge nur noch ein Wahlkreis, der Wahlkreis Steiermark (Wahlkreis 6). Mit Inkrafttreten der Nationalrats-Wahlordnung 1992 wurde das österreichische Bundesgebiet schließlich in 43 Regionalwahlkreise unterteilt und somit ein drittes Ermittlungsverfahren eingeführt, wobei die Bezirke Feldbach, Fürstenfeld und Radkersburg zum Wahlkreis Steiermark Süd-Ost (Wahlkreis 6D) zusammengeschlossen wurden. 1993 wurden dem Regionalwahlkreis drei Mandate zugewiesen, wobei die Neuberechnung der Mandatsverteilung im Jahr 2002 (nach den Ergebnissen der Volkszählung 2001) zu keinen Veränderungen führte. Im Zuge der Zusammenlegung von Bezirken im Bundesland Steiermark kam es per 1. Jänner 2013 auch zu einer Neuordnung der Regionalwahlkreise im Bundesland Steiermark. Dadurch wurde der Regionalwahlkreis Steiermark Süd-Ost mit dem Regionalwahlkreis Steiermark Ost zum Regionalwahlkreis Oststeiermark verschmolzen.
Seit der Gründung des Regionalwahlkreises erzielten die ÖVP bei jeder Wahl eine Stimmenmehrheit, wobei sie in den Jahren 2002 und 2006 auch eine absolute Stimmenmehrheit erreichte. Ihre Bestmarke markierte die ÖVP im Jahr 2002 mit einem Stimmenanteil von 62,2 %. Die SPÖ konnte im Regionalwahlkreis Süd-Ost bis auf eine Ausnahme immer den zweiten Platz erreichen. Nachdem sie 1995 mit 25,8 % ihr bisher bestes Ergebnis erzielt hatte, wurde sie jedoch 1999 von der Freiheitlichen Partei Österreichs (FPÖ) überholt, die in diesem Jahr mit 31,1 % ihren bisher höchsten Stimmenanteil schaffte. Nachdem die FPÖ aber in der Folge starke Verluste erlitt, konnte die SPÖ ihren 2. Platz wiedererlangen. Die FPÖ erreichte wiederum mit Ausnahme des Jahrs 1999 immer den 3. Platz. Die Grünen – Die Grüne Alternative (GRÜNE) belegten bis inklusive der Nationalratswahl 2006 immer den vierten Platz, wobei sie in der Regel auf einen Stimmenanteil von rund 4 bis 5 % kamen. 2008 wurden sie jedoch vom Bündnis Zukunft Österreich (BZÖ) überholt, das 2008 13,5 % im Regionalwahlkreis Steiermark Ost holte.

## Wahlergebnisse
| Nationalratswahlen im Regionalwahlkreis Steiermark Süd-Ost | Nationalratswahlen im Regionalwahlkreis Steiermark Süd-Ost | Nationalratswahlen im Regionalwahlkreis Steiermark Süd-Ost | Nationalratswahlen im Regionalwahlkreis Steiermark Süd-Ost | Nationalratswahlen im Regionalwahlkreis Steiermark Süd-Ost | Nationalratswahlen im Regionalwahlkreis Steiermark Süd-Ost | Nationalratswahlen im Regionalwahlkreis Steiermark Süd-Ost | Nationalratswahlen im Regionalwahlkreis Steiermark Süd-Ost | Nationalratswahlen im Regionalwahlkreis Steiermark Süd-Ost | Nationalratswahlen im Regionalwahlkreis Steiermark Süd-Ost |
| Wahltermin                                                 | GM                                                         |                                                            | ÖVP                                                        | SPÖ                                                        | FPÖ                                                        | GRÜNE                                                      | BZÖ                                                        | LIF                                                        | Sonstige                                                   |
| ---------------------------------------------------------- | ---------------------------------------------------------- | ---------------------------------------------------------- | ---------------------------------------------------------- | ---------------------------------------------------------- | ---------------------------------------------------------- | ---------------------------------------------------------- | ---------------------------------------------------------- | ---------------------------------------------------------- | ---------------------------------------------------------- |
| 9. Oktober 1994                                            |                                                            | Stimmenanteile (%)                                         | 46,5                                                       | 22,8                                                       | 22,6                                                       | 4,4                                                        | -                                                          | 2,7                                                        | 1,1                                                        |
| 9. Oktober 1994                                            | 3                                                          | Grundmandate                                               | 1                                                          | 0                                                          | 0                                                          | -                                                          | -                                                          | 0                                                          | 0                                                          |
| 17. Dezember 1995                                          |                                                            | Stimmenanteile (%)                                         | 45,7                                                       | 25,8                                                       | 21,8                                                       | 3,3                                                        | -                                                          | 2,3                                                        | 1,1                                                        |
| 17. Dezember 1995                                          | 3                                                          | Grundmandate                                               | 1                                                          | 0                                                          | 0                                                          | 0                                                          | -                                                          | 0                                                          | 0                                                          |
| 3. Oktober 1999                                            |                                                            | Stimmenanteile (%)                                         | 40,5                                                       | 21,6                                                       | 31,1                                                       | 4,2                                                        | -                                                          | 1,5                                                        | 1,1                                                        |
| 3. Oktober 1999                                            | 3                                                          | Grundmandate                                               | 1                                                          | 0                                                          | 0                                                          | 0                                                          | -                                                          | 0                                                          | 0                                                          |
| 24. November 2002                                          |                                                            | Stimmenanteile (%)                                         | 62,2                                                       | 22,6                                                       | 9,6                                                        | 4,5                                                        | -                                                          | 0,6                                                        | 0,5                                                        |
| 24. November 2002                                          | 3                                                          | Grundmandate                                               | 1                                                          | 0                                                          | 0                                                          | 0                                                          | -                                                          | 0                                                          | 0                                                          |
| 1. Oktober 2006                                            |                                                            | Stimmenanteile (%)                                         | 53,4                                                       | 24,4                                                       | 11,0                                                       | 5,1                                                        | 3,3                                                        | -                                                          | 2,8                                                        |
| 1. Oktober 2006                                            | 3                                                          | Grundmandate                                               | 1                                                          | 0                                                          | 0                                                          | 0                                                          | 0                                                          | -                                                          | 0                                                          |
| 28. September 2008                                         |                                                            | Stimmenanteile (%)                                         | 38,9                                                       | 19,5                                                       | 18,0                                                       | 5,8                                                        | 13,5                                                       | 0,9                                                        | 3,4                                                        |
| 28. September 2008                                         | 3                                                          | Grundmandate                                               | 1                                                          | 0                                                          | 0                                                          | 0                                                          | 0                                                          | 0                                                          | 0                                                          |